# Doro Levi
Doro Levi (Trieste, 1 de junho de 1899 – Roma, 3 de julho de 1991) foi um arqueólogo que trabalhou nos países do mediterrâneo no século XX. Especialmente, Levi realizou escavações na Itália, Grécia e Turquia. De 1938 a 1945, Levi era um membro do Instituto de Estudos Avançados de Princeton, Nova Jersey. Levi publicou uma série de manuscritos técnicos em arqueologia, como Festos e La Civiltà Minoica, Tavole I publicados em 1976. Alguns dos trabalhos mais significativos de Levi foram suas escavações de longo prazo no sítio minoico de Festo, o segundo sítio mais importante da ilha (na sequência de Cnossos) e que rendeu importantes descobertas como o Disco de Festo e extensas cerâmicas da Idade do Bronze.